# Bryum versicolor
Bryum versicolor är en bladmossart som beskrevs av Alexander Karl Heinrich Braun, Bruch och W. P. Schimper 1839. Bryum versicolor ingår i släktet bryummossor, och familjen Bryaceae. Inga underarter finns listade i Catalogue of Life.